# 若隆景渥
若隆景 渥（わかたかかげ あつし、1994年12月6日 - ）は、福島県福島市出身で荒汐部屋所属の現役大相撲力士。本名は大波 渥（おおなみ あつし）。身長182.0cm、体重136.0kg、血液型はO型。最高位は東関脇（2022年3月場所 - 2023年3月場所）。得意手は、おっつけ、右四つ、左前廻し、寄り。

## 来歴

### アマチュア時代
母方の祖父は小結・若葉山（時津風部屋・12代錣山）、父は幕下・若信夫（立田川部屋）、兄は幕下・若隆元と幕内・若元春という相撲一家に生まれる。母は若葉山の次女である。生まれた時の体重は3600グラムで、3兄弟の中では1番小さかった。母は父親の故郷で出産したため、若隆景は福島県で生まれ、2歳前後まで名古屋で過ごしている。物心ついたころには、若葉山は脳梗塞を患っていたため、車椅子に乗っていた記憶しかないという。
福島市方木田にある学校法人みその幼稚園を卒園。
福島市立吉井田小学校1年生の時、2人の兄と同時に、福島県の県北相撲協会で相撲を始め、相撲クラブの指導者だった父親から手ほどきを受けた。父親は3兄弟の基礎的な体力づくりに力を入れ、休日には公園で「くま歩き（四つん這いになってクマのように歩く運動）」や「うさぎ跳び」をさせた。家のテレビでは『あしたのジョー』や『巨人の星』のビデオがずっと流れていたという。
幼少期は食が細く、なかなか太れなかった。1学年上の若元春が小6の時、身長163センチ、体重86キロだったのに対し、若隆景は150センチ、40キロほどしかなかった。しかし、この小さな身体が、後に若隆景の代名詞と呼ばれる「おっつけ」や「下からへの攻め」を生むことになる。若隆景は「小さいころは体が小さかったので、おっつけや前ミツを取って頭をつけるような下から攻める相撲を取ってきた。そこが原点です」と語っている。「わんぱく相撲」の指導者である矢吹庄治も、「相手のふところに飛び込みなさい」と繰り返し指導した。「細くて小さくて目立たなかったよね。ただ、練習は黙々とやる子だった」。負けず嫌いで、体重が60キロくらいの時に100キロくらいの大きさの相手との対戦で倒され、頭を打って脳震盪を起こしたこともあったという。その頃のことについては、若隆景は「楽しかったという思い出はありませんね（笑）。稽古は、とにかくきつかった。小学校中学年くらいからは、やっぱりきつかったのを覚えています」と話している。
小学生時代は6年間柔道に、4年から6年までは陸上競技（長距離とハードル）にも打ち込んだ。運動神経は抜群で、陸上競技では長距離の小学校代表に選ばれ、柔道はやめる時には先生が家に来て「オリンピックを目指せるから、続けさせてください」と頼んだほどである。しかし、父親によれば、「（若隆景は）相撲にしか頭になかったんです（中略）福島市の柔道大会で勝っても、自分は相撲をやっているのに、柔道で勝つことが恥ずかしいという感じでした。それくらい、相撲にしか自分の価値観を見いだせていなかったようです」という。若隆景自身、「お相撲さんになるという気持ちは小さい頃からありましたね」と語っている。中学からは相撲一本に絞ったが、相撲は3兄弟の中で一番弱く、福島市立信夫中学校を卒業するまでは全国大会に出ても1回戦敗退することが多く、全国で実績を残すことは無かった。
2010年には2人の兄も進んだ学法福島高校に進学した。高校時代の恩師である相撲部顧問の二瓶顕人は、地元の相撲教室で若隆景がまだ小学校低学年の時に初めて出会った。「小さくて細くて、かわいかった印象。弱かったですよ」と振り返る一方で、「負けず嫌いははんぱなかった。稽古は一切、手を抜かなかった」と証言する。2011年3月11日の東日本大震災で高校の土俵が壊れたこと、福島第一原子力発電所事故の発生で7代荒汐が被爆を心配して次兄の若元春とともに荒汐部屋に呼び寄せたことから、1カ月間、長兄の若隆元が所属している荒汐部屋で避難生活を送った。3年次から頭角を現し、全日本ジュニア体重別相撲選手権大会100kg未満級優勝、世界ジュニア相撲選手権大会団体優勝・軽量級2位などの実績を残した。
身体が小さかったため、高校卒業のタイミングで大相撲入りした2人の兄とは違い、大学進学を選び、東洋大学法学部企業法学科に進んだ。東洋大学時代に指導した浜野文雄監督によれば「大学に入ってきた時から、すでに技巧派という印象」だったという。4年次には相撲部副主将となり、2週間前に右足首の靭帯を断裂して手術を受けたばかりの状態で出場した全国学生相撲選手権大会は団体で優勝、個人で準優勝の成績を残し、大相撲の三段目最下位格付出資格を獲得した。東洋大時代に体重を30キロ増やしたが、それでも110キロ余りにすぎず、実業団からの勧誘もあり、就職か角界入りかで悩んでいたが、三段目付出資格を獲得したことで大相撲入りを決意した。学生時代の戦績は2014年、東日本学生相撲個人体重別選手権大会115kg未満級第3位。2015年、東日本学生相撲個人体重別選手権大会115kg未満級 優勝。2016年、全日本大学選抜相撲宇和島大会団体優勝。全国大学選抜相撲宇佐大会団体優勝。全日本大学選抜相撲十和田大会個人第3位。全国学生相撲選手権大会団体優勝、個人準優勝である。
本人は「大学で体も大きくなったし、相撲の技術も向上しました。あの4年間があったからこそ、今こうして大相撲の世界にいられるんだと思います」と後年振り返っている。

### 大相撲入門後
卒業後の進路は大相撲入りを選び、2人の兄が所属する荒汐部屋に入門した。2017年3月場所で初土俵を踏み、四股名は若隆景となった。これは三子教訓状で知られる戦国武将・毛利元就の3人の息子たち、その中の三男、小早川隆景に肖った四股名である。同時に兄二人も改名し、毛利隆元と吉川元春（小早川隆景の兄）から名前を取り、それぞれ「若隆元」「若元春」と名乗った。なお、「若」の字は、祖父の若葉山と父の若信夫から来ている。初土俵の同期には炎鵬らがいる。
三段目付出となった初土俵の場所は4連勝で勝ち越したが、5番目で同じく4連勝とした東洋大学相撲部時代の同期であり主将を務めていた村田（後の朝志雄）と対戦しプロ初黒星となった。この場所は最終的に5勝2敗で終えた。初めて番付表に名前が載り、西三段目63枚目となった5月場所は、村田との優勝決定戦を制して、7戦全勝で三段目優勝を飾った。翌7月場所で幕下に昇進した後は2場所連続で勝ち越して、同年11月場所で東幕下12枚目まで上がったが、この場所は2連勝の後で4連敗して入門後初めての負け越しとなった。千秋楽は勝って、最終成績は3勝4敗だった。この場所は変化やいなしに頼っていたため、荒汐からは「今のままでは、上には通用しない」と叱咤された。翌2018年1月場所は東幕下17枚目に下がって迎えて、7戦全勝で幕下優勝とした。この場所は前場所の反省を生かして立合いでしっかり踏み込み、相手をしたから起こす相撲を心がけ、優勝インタビューでもそれについて触れていた。また「矢後や水戸龍などの同学年の力士に負けないように頑張りたい」と飛躍を誓った。この場所に際して、3代目若乃花の動画を見て立合いの研究をしたという。幕下15枚目以内ではないため通常ならば十両昇進は不可能な成績だが、同場所では十両からの陥落者が多く見込まれたこともあり、一部報道では3月場所での十両昇進も取り沙汰された。しかし場所後の番付編成会議の結果昇進はならなかった。翌3月場所は西幕下筆頭に番付を上げて、4勝3敗と勝ち越し。場所後の番付編成会議で、5月場所での新十両昇進が決定した。新十両となる5月場所のNHK大相撲中継では、十両に上がった同学年の力士に刺激を受けていると思いを明かした。この場所は、千秋楽に関取として初めての勝ち越しを決めて、8勝7敗だった。8月10日の凱旋巡業である夏巡業白河場所では額の左にヘルペスが確認された。親方衆から無理をしないように言われたものの、ヘルペスに怯まず通常通り参加した。2019年5月場所のNHK大相撲中継では、同学年の力士が続々幕内に上がったので1年前よりも負けたくないという思いが強くなったということが放送席で明かされた。
2019年1月27日、2018年5月に介護士の女性と結婚しており、長女が誕生していたことを発表した。若隆景によると、東洋大在学中の約3年前から交際していたという。

### 新入幕昇進後
2019年11月場所に新入幕を果たした。福島県出身では2013年3月場所の双大竜以来で戦後7人目、東洋大からは史上5人目、部屋からは史上2人目。3兄弟では最も早い。新入幕の際には「自分にできるのは本場所の土俵で活躍すること。福島に勇気を与えられるように頑張りたい」と令和元年東日本台風（台風19号）の被害を受けた郷土の福島県を想うコメントを残した。11月場所は4勝していたが、4日目の照強戦で右足首を痛めたため5日目から休場することとなった。「右足部ショパール関節脱臼で約1カ月間の治療を要する見込み」との診断書が提出されたという。場所後の27日、12月1日から開始される冬巡業を初日から休場することが相撲協会から発表された。
師匠の7代荒汐の停年直前の場所である2020年3月場所では西十両2枚目の地位で10勝5敗の勝ち越しを記録し、停年退職する師匠への餞別として再入幕することとなった。再入幕した5月場所は自己最高位を更新する西前頭14枚目。番付発表後「自分たちは準備することしかできない。万全に体調を整えるだけ」と開催を信じて調整に励む意志を示した。その5月場所は2019新型コロナウイルス感染拡大により中止になったが、続く7月場所では12日目に自身初となる幕内勝ち越しを確定させた。「去年の九州場所は（途中休場で）悔しい思いをした。体を大きくして戻ってこられた」と勝ち越しに際してコメントしていた。この場所は最終的に10勝5敗まで星を伸ばした。
西前頭8枚目でむかえた9月場所では、序盤連敗するも11日目まで2敗を守り、優勝争いの先頭に並んでいた。12日目には相星の翔猿に敗れ、3敗に後退。14日目には御嶽海戦で敗れ、優勝争いから脱落するも、千秋楽は白星とし、11勝4敗と2場所連続の二桁勝利となった。
西前頭筆頭でむかえた11月場所では、3日目に朝乃山の休場により不戦勝を上げたが、上位力士に苦戦し、10日目に負け越しとなった。しかし、11日目以降は5連勝とし、7勝8敗で場所を終えた。
2020年12月31日、日本相撲協会は若隆景が体調不良で受診した医療機関で新型コロナウイルス感染症と診断されたことを発表した。医療機関から保健所に届けがあり、保健所の指示で加療するという。同日、荒汐部屋所属の力士・親方など24名がPCR検査を受け、11人が陽性と診断されている。2021年1月4日に退院しているが、「保健所の方から、症状が治まったので退院してくださいと。以前みたいに、ウイルスがなくなって退院するのとは違う。普通はだいたい10日間くらい（病院に）入っているでしょう。症状が軽くなったということで出て下さいと」と医療機関がひっ迫していることからの退院であることを芝田山広報部長が明かした。PCR検査陰性が確認されていない状態であること、荒汐部屋に他に感染者がいることから、1月場所は全休となった。
休場明けとなった3月場所では、連敗スタートとなるも3日目に大関・貴景勝を破る活躍を見せた。さらに5日目には大関・正代を破り、7日目からは連勝を続け、13日目には2敗で優勝争いの先頭に立つ高安を破り、優勝争いにも食い込んだ。
14日目には同じく4敗の碧山に敗れ、優勝争いからは脱落するも、三賞選考委員会で条件なしでの技能賞が決定した。千秋楽は北勝富士を破り、10勝5敗となり、自身初の三賞受賞に花を添え、場所を終えた。本来なら新三役に昇進できる星と地位であったが、三役の昇進枠が空かなかったため、5月場所は東前頭筆頭の地位に昇進するに留まった。この場所は大関の朝乃山や正代を破る活躍を見せ、9勝6敗の勝ち越しでおっつけの技能が評価され、2場所連続、通算2度目の技能賞を獲得。場所後、7月場所での新三役昇進が確実と報じられ、本人は6月12日の稽古後に「下半身は特に意識して稽古している。やっぱり下半身を意識して。しっかり鍛える」とコメントした。

### 新三役昇進後
2021年7月場所では新三役となる小結に昇進した。2002年に創設された荒汐部屋からは初めての三役力士誕生となり、福島県出身者としては2001年9月場所の玉乃島以来、東洋大学出身者としては玉乃島、御嶽海に続く3人目の三役力士になった。新三役昇進に際して行われた記者会見では、小結は祖父の若葉山の最高位でもあることから目標としていた地位であったこと、今後は「まずは勝ち越して三役に定着」することが目標だと語った。7月場所では、大関・正代を撃破する活躍をしたものの、5勝10敗と終わった。11月場所は兄の若元春が西十両筆頭の地位で土俵に上がり、13日目に9勝目を挙げたことで事実上翌2022年1月場所の新入幕が確定し、弟の若隆景との兄弟幕内が誕生することとなった。
2022年1月場所は、初日から横綱や大関、関脇・御嶽海に敗れ、4連敗スタートとなるも、その後星を盛り返し、終盤5連勝の9勝6敗で場所を終えた。
2月4日、協会は若隆景が新型コロナウイルスに感染したと発表。
3月場所は東関脇に自己最高位を更新した。新関脇会見では「（祖父・若葉山の最高位である）小結を目標にしてきた。その番付を超えられたのは大きい」と話した。この場所は絶好調で、自己最速となる9日目での勝ち越しを記録。11日目に全勝の髙安をもろ差しでバンザイにして楽々寄り切った相撲は、北の富士勝昭のコラムでももろ差しになるまでの一連の流れを評価され、さらに「非の打ちどころが何ひとつない見事な相撲であった」「（優勝）ムードとしては若隆景かな?」とまで絶賛される程であった。2敗で迎えた千秋楽には、13勝2敗で優勝するという条件付きで殊勲賞を獲得できる運びとなった。14日目時点で12勝2敗であったが、千秋楽の結びで正代に寄り切りで敗れて12勝3敗、優勝決定戦では千秋楽の取組で阿炎に送り倒しで敗れて同じく12勝3敗の成績となった髙安と争うことになった。優勝決定戦で髙安に上手出し投げで勝利して新関脇で初優勝した。なお、新関脇での優勝は1936年（昭和11年）5月場所の双葉山以来、86年ぶり、1場所15日制定着（1949年5月場所）以降及び、年6場所制定着以降では史上初となった。昭和時代には清水川が1932年（昭和7年）2月場所で優勝したが、平成時代にはなく、令和の時代に久々誕生した。福島県出身力士の優勝は1953年（昭和28年）5月場所に東前頭6枚目で全勝の時津山（出生地は東京府）、1972年（昭和47年）1月場所に西前頭5枚目で11勝4敗の栃東知頼に次いで3人目、50年ぶり。東洋大学からは大学の先輩の御嶽海に続き2人目、部屋からは史上初、平成生まれとしては7人目。NHKアナウンサーの三瓶宏志による優勝インタビューでは「来場所からが大事だと思います」「家族にはいつも支えてもらっているんで、いいところを見せられたかなと思います」と答え、「今場所は下からの攻めが良かったかなと思います」と自己評価した。
5月場所直前の北の富士のコラムでは、豊昇龍と共に三賞候補として名前が挙がった。しかし7日目終了時点で3勝4敗と実際の場所では不調で、特に7日目の霧馬山戦の立合い変化で自滅した1番に対しては八角理事長からも「立ち合い変化をするようじゃね。変化して下がって、足がそろってしまった」と指摘され「（大事なのは）苦労して勝つこと。楽に勝ちたい気持ちが強かったのでは。まだまだですね」と注文を付けられた。9日目の貴景勝戦は叩き込みで白星を挙げたが、取組中に若隆景が右手を土俵に付いているようにも見え、物言いが付かず「誤審」と取れる微妙な1番であった。翌10日目には正代、11日目は御嶽海と３大関を総なめにし、9日目以降は横綱・照ノ富士以外には負けることなく、9勝6敗で場所を終えた。
7月場所前、伊勢ヶ濱審判部長は若隆景の大関取りについて「いい内容で優勝したら、可能性はあるかもしれない」と発言。しかし、序盤戦は2勝3敗と黒星が先行、9日目には4敗目を喫し、この時点で「3場所33勝」に届かせることは不可能になった。結局この場所は勝ち越しを確定させるまで14日目までかかり、場所成績は8勝7敗に終わった。
9月場所も初日から3連敗を喫する不安な滑り出しとなったが、4日目から連勝を続け、7日目には全勝の玉鷲に土をつけて白星を先行させた。11日目、関脇どうしの対戦となった豊昇龍戦で勝って、8連勝で勝ち越しを決めた。12日目に高安に敗れたものの、14日目に、優勝争いに加わっていた北勝富士を破って大関取りの起点となる10勝目を挙げた。三賞選考委員会では条件なしでの技能賞が決まり、千秋楽も白星を挙げて技能賞に花を添えた。自身4度目となる技能賞の受賞について、若隆景は「自分の下からの攻めを評価されたのはうれしいことです」、初日からの3連敗については「しっかり反省して来場所に生かしたい」、11月場所に向けて「持ち味の下からの相撲を伸ばしたい」と述べた。11勝を挙げたことで、粂川審判長はこの場所が大関取りに向けての起点となったとの見解を示した。
この場所では、千秋楽で若元春が結び前の一番に抜擢されたため、兄弟並んでの三役そろい踏みとなった。兄弟そろっての三役揃い踏みは、98年秋場所の若乃花、貴乃花以来24年ぶりであった。先に登場した若隆景は佐田の海を、弟から力水を受けた若元春は、御嶽海をそれぞれ破り、兄弟そろって白星を挙げた。
10月19日の部屋での稽古では出稽古に来た豊昇龍ら関取衆と16番取って13勝3敗と圧倒し、好調をアピールした。11月場所前の11月4日、大関昇進に向けた足固めの場所となる状況で「いい相撲を取って、1年を締めくくりたいと思いますし、上を目指す上では2ケタ（勝利）っていうのが重要になってくると思うので、そこを目標にしっかりやっていきたい」と語り、琴ノ若に3差をつけ年間最多勝争いでトップを走ることについては「（それを）気にするというより、しっかり自分のやるべきことをやって、下からの攻めを出せるようにやっていきたい。下からの攻めが出せれば、上位でも相撲を取れるという自信はあるので」と淡々としていた。
11月場所では、初日から4日連続して9月場所で敗れた力士との対戦が組まれて2勝2敗、5日目に対戦した宇良に勝ち、序盤戦では3勝2敗と、白星を先行させた。6日目の逸ノ城戦では、右の下手と左からのおっつけで頭をつけて食い下がり、1分を超える大熱戦の末、右下手投げで破った。八角理事長は「よく頭を上げなかった。辛抱した」と粘りを称えた。若隆景自身は「我慢できて良かったと思います」と淡々と語った。しかし、その後は平幕力士への取りこぼしもあって8勝7敗に終わり、大関取りは再び振出しに戻ることとなった。
この場所13日目に年間56勝目を挙げ、年間残り2番を残して年間最多勝を確定させた。また場所後の審議で年間最優秀力士賞の初受賞が決まった。
12月26日、1月場所の番付が発表され、若元春が小結に昇進、1992年3月場所の若花田・貴花田以来31年ぶりとなる兄弟同時三役となった。兄弟三役は4組目、兄弟同時三役は3組目である。
2023年1月場所は再び2勝3敗と黒星が先行、6日目には合い口のいい玉鷲に立ち合いの変化で勝利した。この立ち合いについて、八角理事長は「自信がなかったということでしょう」、佐渡ケ嶽審判部長は「勝ちたい気持ちは分かるが、番付上位が変化するのはどうかと思う」と厳しく批判した。この日は、若元春は不戦勝で既に勝利を決めており、初めての三役の兄弟同時白星となった。この場所は好不調の波が激しく、なかなか白星が先行しない苦しい展開となったが、最後に3連勝してなんとか9勝6敗まで漕ぎつけた。若元春も同じく9勝6敗で、史上初の兄弟同時三役での勝ち越しとなった。
2月14日に高砂部屋へ出稽古に行ったが、朝乃山と相撲を取る稽古を行っていた際に左脇腹付近を痛めた。この怪我のため、10日間稽古を休み、本格的な稽古ができたのは場所直前の1週間程度だった。
ほぼぶっつけ本番で臨んだ3月場所は、序盤戦は精彩を欠き、初日から5連敗を喫した。3日目の阿炎戦について、八角理事長は、軽量による圧力不足と、初優勝から1年が経過して相手に相撲を覚えられていると指摘。しかし2日目の大栄翔戦で審判長を務めていた浅香山は「もう少し調子がいい時なら圧力を止めている」と、不調の可能性を指摘している。元NHKのアナウンサーの刈屋富士雄は、場所前に十分な稽古が積めなかったため、相撲勘の戻らないまま初日を迎えたのではないか、敗れたとはいえ、5日目の御嶽海では相撲勘が戻ってきている様子がうかがえ、後半戦は期待が持てるのではないかと述べた。事実、6日目にようやく白星を挙げると徐々に調子を上げ、9日目まで4連勝、10日目に琴勝峰に敗れたが、11日目は翔猿、12日目にはここまで単独トップの翠富士を破り、6勝6敗と今場所初めて五分となった。
しかし、13日目の琴ノ若と同体取り直しとなった相撲で右膝を痛めてしまう。最初の一番は、若隆景が右差し、左上手を取り頭をつけるかっこうになり、琴ノ若が圧力をかけて前に出てきたところを土俵際で上手投げを打ち、両者同体となった。この相撲の後、若隆景は右膝を気にする素振りを見せた。若隆景は「最初の一番で『バキバキバキバキッ』って音がしたんですよ。『あ…、まずいな』と思いましたね。立ち上がったら、膝がグラグラしていました」と語っている。取り直しの一番では、琴ノ若の叩きに乗じて一気に寄り切った。花道は自力で歩いて戻ったものの、途中から顔をしかめていた。この場所は一人横綱の照ノ富士、一人大関の貴景勝がともに休場していたため、若隆景、霧馬山、豊昇龍の3人の関脇が順番に結びの相撲を務めており、この日の結びは若隆景であった。取り直しの相撲は「横綱、大関が不在で、結びの一番でした。情けない姿は見せられない」という思いで取ったという。
14日目に「右前十字じん帯損傷、右外側半月板損傷、骨挫傷、右外側側副じん帯損傷で3か月程度の療養を要する」との診断書を提出して途中休場することとなった。怪我の程度について、師匠の荒汐は「歩けないぐらいの状態」と述べており、春巡業も休場することを明らかにした。リモート取材に応じた八角理事長は「（関脇から）落ちることより、まずは長引かせないように、しっかりケガを治して、また戻ってきてほしい」、大関とりについては「1歩足りなかった。もう1歩ね」と、怪我の治療と再度の大関取りに期待を寄せた。
14日目の対戦相手である霧馬山は不戦勝となり、優勝争いをする中でこの不戦勝により3敗を守り、優勝決定は千秋楽に持ち越されることとなった（結果は優勝）。

### 怪我による長期休場と再起
4月14日、荒汐は若隆景が4月上旬に右膝靱帯の再建手術を受けたことを明かした。荒汐によると、医師から復帰までに半年から1年以上かかると説明を受けたといい、長期の休場は避けられないこととなった。
手術を選択した時点で、荒汐は幕下まで番付が降下する可能性もある中、治療を最優先にする方針を決めていた。「年内はどこまで回復するかわからないからリハビリ次第。しっかり治してから出ることは本人に言ってあるし、それまでは出すつもりもないです」。「（普通に稽古していると）1年後、2年後に逆の膝を痛める人が多い」といい、8月半ばに稽古を再開してからも、相撲を取っての稽古の番数を制限した。これは復帰した2023年九州場所以降も続き、相撲を取る稽古は2日に1回、番数も15番までと決められていた。
また、相撲の取り口についても、「（これまでの相撲は）体が小さくて動く相撲なので、膝に負担がかかる」ため、膝に負担のかからない、新しい相撲スタイルを目指す考えを示した。そして「少し体重を上げて、真っ向勝負することも考えていて」とし、さらに玉ノ井親方（元大関栃東）の名前を挙げ、「直線的に真っすぐ。横から攻めるんじゃなく、どっしりした」と述べている。そこにはまた、年齢に応じて相撲のスタイルを変えることにより、若隆景の力士としての寿命を伸ばす考えもあった。「動いている相撲って若い時はいいけど、年をとると力士ってやっぱり動けなくなるんですよ。どっしりの相撲も29、30歳を過ぎてからやれば、長くとれるかなと」。若隆景自身も「膝をケガしてから、下がっての相撲はダメ。前に出る意識をもっと強くもって攻めていく」と考えていた。この意識は、例えば2024年9月場所千秋楽、北勝富士戦で見せた、渡し込みのような相撲に表れている。
怪我をした直後には、同じ1994年生まれで、膝の大怪我をしたことのある友風から連絡があった。友風の怪我は、一時は再び歩けるようになるかさえ危ぶまれた重傷であり、1年以上もの休場により序二段にまで落ち、3月場所で十両に復帰している。11月場所の前には、出稽古に行った木瀬部屋で、やはり前十字靭帯の損傷により序二段まで落ちた宇良とも話し、「同じけがをしても番付が上がっている人たちがいるので、自分も、という気持ちに」と、同じ膝の怪我から復活した力士の存在が励みになったという。
8月から相撲を取る稽古を再開。3月場所で負傷して以来、初めて取材に応じ、「早く相撲を取りたいなという気持ちがずっとあった。（今は）恐怖心よりも相撲を取れる喜びがある」と答えている。十両に降格した9月場所も全休し、11月場所では2018年3月以来の幕下降格となる見込みとなった。9月場所直前、荒汐は「（怪我は）思った以上に回復しているのは間違いない」、9月場所は本人は出場の意欲はあったが、関取との稽古ができていないために休場の決断に至ったと説明、11月場所での復帰の可能性を探っているとした。
11月場所、東幕下6枚目で土俵に復帰し、館内からは大声援で迎えられた。この場所は膝を気にしながらの相撲が目立ち、成績は5勝2敗であった。7番相撲を取り終えた後の取材では、「まずはケガなく終えられたことがよかった」、今一番したいことはとの問いには「家族に会いたいですね」と答えている。なお、幕内最高優勝経験者の幕下陥落は、照ノ富士、朝乃山、徳勝龍に続き史上4人目。西幕下筆頭に番付を上げた2024年1月場所では、感覚を取り戻して本来の相撲を取り。1番相撲から6連勝で関取復活を確実にすると、7番相撲でも勝って幕下優勝、関取復帰に花を添えた。7番相撲を取り終えた後の取材では、2023年の11月場所での復帰までの期間について、「ケガをして場所に出られない悔しさがあった。もちろん、家族にも心配をかけた。子供たちも『最近、テレビに出ないね』って…。関取に復帰して強いところを見せたい。リハビリ期間中も、ずっと妻が送り迎えしてくれた。一番、感謝している」と、家族への思いを明かした。場所後の番付編成会議で、3月場所での若隆景の十両復帰が決まった。
3月場所前の稽古では、膝への負担を考え、2日動いて1日休むペースで稽古を行っていた。5日に荒汐部屋に出稽古に来た関脇・大栄翔や元大関の幕内・朝乃山らと申し合いを行い8勝6敗。師匠の荒汐は、膝の状態はよくなってきていると話していた。また若元春によれば、王鵬と阿炎が出稽古に来た時は、3人ともボコボコにされたという。
西十両10枚目となった3月場所では、相手を圧倒する内容で初日から7連勝と絶好調であった。東日本大震災が起きた3月11日に当たる2日目は、長男・若隆元、次男・若元春とともに勝利し、最も入門の遅かった若隆景が入門してから初めて、3兄弟がそろって白星を挙げている。6日目には、若手のホープで、同じく怪我により幕下まで番付を下げ、若隆景と同時に3月場所で十両に復帰した伯桜鵬と対戦。低い立ち合いから一気に前に出ると、すくい投げて破り、貫禄を見せた。しかし、中日の千代栄戦で突き落としに敗れ、11月場所中日の4番相撲から続いた連勝は18でストップした。9日目には天空海に勝って勝ち越しを決めたものの、翌日から、前半戦とは打って変わって不調に陥り、自分の形になっても攻めきれずに逆転負けを喫する相撲が続いて4連敗。14日目に友風に勝ったものの、千秋楽は獅司に敗れ、9勝6敗で場所を終えた。西十両6枚目で土俵に上がった5月場所、3日目に輝に敗れたものの4日目から連勝、11日目には初日から10連勝の遠藤、14日目には新十両ながら1敗で優勝争いトップに並んでいた阿武剋をいずれも倒すなど結局千秋楽まで12連勝し、14勝1敗で自身初の十両優勝。幕内優勝を経験した後に十両で初優勝するのは、若浪、多賀竜、朝乃山に続いて史上4人目。この結果、来場所の幕内復帰が濃厚となった。若隆景は「とりあえずほっとしている。先場所は後半に崩れたので、最後までしっかり相撲を取れるようにと思って稽古した。集中を切らさずにできたのがよかった」、幕内復帰については「やっぱり楽しみだ。体は少しずつよくなっているので、もっともっと稽古して自分らしい相撲を取りたい」と話している。
幕内復帰について、荒汐は「思っていたよりも早かった。もう1、2場所はかかるかなと」と話している。ただし、膝はまだ完治したわけではなく、稽古をすると患部に熱が出るため、稽古は1日10番から15番に制限されていた。現状については「とりあえず今年を乗り越えれば、来年はある程度（故障前の姿に）近づくのでは」とのことであった。
7月場所では前頭14枚目となり、6カ月ぶりに幕内に復帰することとなった。名古屋入りしてからは、豊昇龍、霧島らが荒汐部屋を訪れ、怪我をしてから初めて、霧島と申し合いを行った。9日の朝稽古では、荒汐部屋へ出稽古に来た朝乃山や狼雅らと申し合いを行い、鋭い動きと強烈なおっつけからの攻めで圧倒した。
7月場所は、初日の宝富士戦で敗れたが、2日目に狼雅に勝って、1年4ヶ月ぶりとなる幕内での白星を挙げた。6日目、8日目は輝、正代に敗れたが、11日目に千代翔馬を破って8勝目を挙げ、1年半ぶりに幕内での勝ち越しを決める。11日目には、全勝の照ノ富士に土がつき、2敗力士が全員敗れたため、3敗ながら優勝争いに加わることとなったが、12日目に初顔の一山本に敗れて4敗となり、優勝の可能性はなくなった。13日目には三役との対戦が組まれ、新小結の平戸海を右差し、左からのおっつけの厳しい相撲で圧倒した。14日目に王鵬に勝って10勝目を挙げて白星を二桁に乗せ、千秋楽にも北勝富士に勝って11勝4敗で優勝次点の好成績で場所を終えた。三賞選考委員会では、千秋楽で勝てばの条件付きで技能賞候補に挙がったが、過半数に届かず、三賞受賞はならなかった。この場所について、若隆景は「自分らしい下からの相撲を15日間取れたので良かった」と評価する一方で、「負けた相撲は足がついていかない。そういう相撲も何番かあった」と反省点を挙げている。
2024年9月場所中、荒汐は、この場所の相撲内容と怪我の状態について、東京スポーツの取材に応じている。「いなしたりとかはあるけど、そこは右ヒザの状態もあるので」と現状を分析しつつ「右ヒザは場所ごとに少しずつ良くなってきているし、少しずつ稽古量を上げてきている。ケガをする前の稽古量には戻ってないけど、11月場所、来年の1月場所には（現在の1日10番程度から）毎日15番とか、20番近く取れるんじゃないのかな」と所見を述べている。
その9月場所では、初日に美ノ海に敗れて再び黒星発進となったが、その後は6日目に琴勝峰に敗れたのみで、10日目の遠藤戦で勝ち越しを決め、優勝争いに食い込んだ。11日目には錦木に敗れて3敗になり、優勝争いからは後退したものの、12日目に初日から勝ちっぱなしの大の里に勝って連勝を止めた。この相撲では、立ち合いから一気にもろ手突きで攻めてきた大の里に対し、低く当たった若隆景は、両足を土俵にかけて残しつつ、二本差して逆襲に転じる。振りほどいた大の里に強烈な突き落としを食らったが必死に堪え、さらに強引にのど輪で押し込む大の里に再び土俵際に詰められたが、片足で残しつつ再び二本差すと、左太ももを寄せながら左から捻ると同時に、右から振って大勢を入れ替え、寄り切りで勝利した。この相撲について、若隆景は「俵の中にいる限り、勝負をあきらめることはない」と述べている。このまま千秋楽まで4連勝し、12勝3敗の好成績で場所を終え、令和4年9月場所以来5回目の三賞、自身初となる殊勲賞を獲得した。これは、大の里に勝って連勝を止めるなど、場所を通じて館内を沸かせる相撲が多かったことが評価されたものである 。
10月の秋巡業は右膝の炎症で途中離脱したが、福岡入りしてからは相撲を取っての稽古を再開。番数は20番を超えないように制限されたが、時津風部屋への出稽古では力強い踏み込みを見せ、6連勝を挟んで14番中11勝と好調さを示した。
11月場所は僅か5枚上昇と番付運に恵まれず、前頭2枚目と三役復帰はならなかった。11月場所は好調で、初優勝を果たした2022年3月場所以来、2年8か月ぶりに初日から3連勝。2日目の大栄翔戦では、相手の突き押しに動じない力強い相撲で押し出しに仕留め、九重から「全盛期の若隆景を見ているようだった」と絶賛され、体の張り、スピード、技術を評価された。4日目からは3日続けて結びで大関と対戦。琴櫻、豊昇龍には敗れたが、大の里には先場所に続いて勝利し、喝采を浴びた。取材で、番付を幕内上位に戻した実感を問われ、「そういう感覚はある」と答えている。8日目から4連勝するなど最後まで好調を維持し、10勝5敗の好成績で幕内に戻って3場所連続で二桁。千秋楽の三賞選考委員会では、おっつけで攻める相撲が評価され、5度目の技能賞の授賞が決定した。この場所の好成績について、若隆景は「久しぶりに上位の番付で結果として二桁勝って自信につながった」、三役返り咲きが濃厚になったことについては「今年の初場所は幕下だった。幕内上位に戻れて、リハビリを頑張ってきて良かった」「またしっかりと気持ちをつくってやっていきたい。まだまだ成長できる」と意欲を語っている。八角理事長も「前よりレベルアップしている」と評価した。
1月場所は小結に昇進して三役に返り咲き、若元春も関脇に昇進したことで、10場所振りに兄弟同時三役となった。若隆景は「満足せず、まだまだ上を目指してやっていく」と、大関昇進を目指す決意を示した。その1月場所では、初日に横綱・照ノ富士と対戦し、肩透かしで勝利。幕内での対戦では、11回目の対戦で初めて照ノ富士から白星を挙げ（十両では１回、対戦があり、若隆景が勝っている）、取材では「ひとつ自分の中で自信になってくると思います」と述べた。なお照ノ富士は、この一番で敗れたことで、もう1回負けたら引退することを決意、4日目で翔猿に敗れて土俵を去ることとなった。しかし、この場所はよい相撲と悪い相撲がはっきりと分かれ、照ノ富士以外の三役力士には、阿炎以外の全員に敗れ、阿炎戦も立ち合い変化による注文相撲であった。7勝7敗で迎えた千秋楽も一山本に敗れて、怪我からの復帰以来、初めての負け越しとなり、「簡単に押し込まれては駄目。もっと下からの攻めを磨いていきたい」と反省の弁を述べている。若元春も6勝9敗で負け越し、3月場所では若隆景が東幕内筆頭、若元春が西前頭筆頭と、そろって三役の座を明け渡すこととなった。
3月場所は東前頭筆頭で、序盤では横綱大関全員との対戦が続き、4連敗のスタートとなったが、5日目から持ち直して、7日目の敗戦を挟んで連勝を続けて13日目に勝ち越し、最終的に9勝6敗で場所を終えた。
5月場所前には、時津風一門の合同稽古に参加、関取衆との申し合いで9番。一門外から参加した豊昇龍との三番稽古は11番で、序盤は得意の低い攻めから4勝2敗と勝ち越したが、その後は疲れが出て5連敗して4勝5敗。トータルでは20番取って9勝11敗だった。荒汐によれば、この場所前は、怪我をしてから初めて1日に20番以上も相撲を取れるようになり、ようやく十分な稽古が積めるようになった。
西小結で迎えた5月場所では、初日に横綱・豊昇龍に敗れるも、2日目から7連勝。3日目には、膝を負傷した時の相手である琴櫻と対戦。幕内に復帰してから3連敗していたが、巧みな攻めで寄り切り、ようやく白星を挙げた。若隆景は「我慢して相撲が取れてよかった。下からという意識」と述懐している。この場所は好調で、10日目に勝ち越し、11日目には綱取りの大関・大の里と対戦。敗れはしたものの、もろ差しになって土俵際まで攻め立てた。最終的には12勝3敗の好成績を残し、自身6度目となる技能賞を受賞した。三役で二桁挙げたことで、この場所は大関昇進へ向けての起点となり、7月場所は大関昇進への足場固めの場所となった。この場所の若隆景の相撲について、八角理事長は「優勝した頃にようやく戻ってきている」と高く評価している。
5月場所で関脇の大栄翔と霧島の双方が勝ち越したため、7月場所は関脇が増設され、3人目の関脇(西関脇2枚目)として迎えた。関脇に復帰したのは、怪我を負った23年3場所以来である。場所前には、佐渡ヶ嶽部屋、鳴門部屋などへ出稽古に行くなど、精力的に稽古を行った。6月に行われた荒汐部屋の恒例の諏訪合宿では、稽古後に陸上トレーニングにも取り組み、体づくりに励んだ。場所前の取材では、自身の原動力を問われ、「たくさんあるが、ケガをして必ず戻るという気持ちでリハビリをしたし、戻ったからにはまたさらに上を目指したい。家族や応援してくれる人もたくさんいると思うので、恩返しできるように」と答えている。
この場所は連勝スタートとなったものの、3日目に阿炎、4日目に安青錦、5日目に高安に敗れて3連敗、さらに7日目には合い口のいい玉鷲に敗れ、前半戦を終えて3勝4敗と、大関獲りに黄信号がともった。しかし、８日目に金峰山を見事なうっちゃりをで倒すと、6連勝して13日目で9勝に到達する。14日目で大の里に敗れたため、千秋楽に来場所の大関獲りをかけて霧島と対戦。これに勝利したことで、10勝5敗と2場所続けての2桁勝利を挙げた。昇進を預かる審判部の高田川部長は「素晴らしい。来場所は『部屋に入るだけ』ですから。楽しみですね」と、9月場所が大関挑戦の場所となるという見解を示した。若隆景は「序盤戦の負けから切り替えて相撲を取れた。9番と10番では違うのかなと思いますけど、この結果で満足しているようではダメ。悔しい気持ちが強い」「また来場所に向け、体と気持ちをしっかり作って臨んでいきたい」と誓っている。なお、相撲ジャーナリストの杉山邦博によると、場所の前半にかなり重症の食あたりを起こしていたという。

## 取り口
6回の技能賞が示す通り、技術の高さには定評があり、優勝した2022年3月場所、7日目にテレビで解説をしていた尾車は「相撲がうまい。こんな相撲を取ってみたかった。相撲通の人なら好きになる相撲だ」とつぶやいている。特に左右両方からの強烈なおっつけを武器としており、14代玉ノ井は、左右から威力のあるおっつけができるタイプは珍しく、自分の知るかぎりでは3代目若乃花ぐらいだとしている。これほど強烈なおっつけを持つ現役の力士はおらず、相手を浮き上がらせるほどの威力がある。おっつけを支えているのは強靱な足腰と、7代荒汐によれば、足首の柔らかさである。北の富士は「前に出る時も、守勢になっても下半身は乱れることはない」と指摘する。東洋大学の浜野監督によれば、若隆景は天性の膝の強靭さを持っており、その膝が身体全体を支え、低い立ち合いを身につけることができたのだという。若隆景自身は、このおっつけは、相撲を始めた小学1年生からやっており、20年以上磨いてきたものだと語っている。インタビューではたびたび「下からの攻め(下からの相撲)」と口にしており、低い体勢から攻めることを意識している。
2020年1月場所前の舞の海のコラムでは、贅肉が付いていない体幹の強い体、引きやいなしに対してくの字に曲がった体勢が崩れない相撲が評価されている。2022年3月場所での優勝決定戦の髙安との一番では、土俵際まで追い詰められて右膝が「くの字」に曲がりながら上手出し投げで逆転勝ちを収めたが、この土俵際での粘りにNHK大相撲中継の解説を務めていた舞の海秀平は「あの体勢から残せる力士はそういない」と驚いていた。
平幕時代は立ち合いの変化やいなしなどの横からの揺さぶりなども交えていたが、優勝した頃からは、大きな相手に対しても正攻法の相撲を取るようになった。左右のおっつけからハズ押し、もしくは右を深く差して一気に寄り切る、寄っておいて反動で投げを打つというパターンがよく見られるが、相手が大きいと、左上手を取って頭をつけ、しぶとく粘る相撲もある。北の富士は、変化を恐れず頭から当たりに行く度胸、強い当たりを受けながら一歩も後退せずに前に出る強靭な足腰を評価している。
2021年7月場所前に、北の富士はおっつけ、押しだけでは大きな相手には限界があり、前褌や差し手にもこだわって、「勝負時にはおっつけを浅い上手にして攻める攻撃力」と「上手からの投げ」を身に付けるべきと述べている。2022年3月場所の千秋楽の取組後、花田虎上は廻しを取っての相撲を磨くことを今後の課題として挙げている。さらに2022年の11月には、花田は「ここ1年は、ひと場所ごとに課題をクリアして1歩1歩、確実に前進している印象」と評価した上で、場所の後半の疲れが出始めた時や、大きな相手と当たる時のことを考え、「おっつけは大切な武器ですが攻めあぐねることもあります。その時は、次の攻めでまわしを取ったり、懐に入って食い付きいい意味で一呼吸置いて“休む”ことも大事です」と、1回の取組の中でのペース配分ができるようになれば、さらに若隆景の持ち味が発揮できるようになると助言している。
玉ノ井は2022年3月、「元々相撲がうまい力士だが、最近は力強さが出てきた。押されても押し返せるようになったし、回り込むのもうまい」と評価する一方、「俵際で残そうとしたときに、体を反り気味にして取る癖があることだ。ケガにつながりやすいから注意した方がいいだろう」と指摘している。
2022年3月場所9日目には、体重200kgを超える逸ノ城との2分を超える相撲を制する腰の重さと持久力を見せ付けた。この場所の優勝争いの中でも終始にじませていた冷静さも評価されている。
若隆景自身は、新三役で迎える2021年の名古屋場所の場所前のインタビューでは、課題として、立ち合いで当たり負けないよう、しっかり当たっていくことを挙げて、元横綱・日馬富士の突き刺さるような立ち合いが理想と語っている。また新関脇となる2022年3月場所の場所前のインタビューでは「身体を大きくし、当たりを強くすること」と挙げている。北の富士も、2021年7月場所中のコラムで、同時点で127㎏の体重を10kgほど増やして場所後半に疲れが出にくい体を作るべきだと助言している。ただ、若隆景は体質的に太りにくく、油断すればすぐに体重が落ちてしまうといい、関脇に上がって以降も130キロ台前半にとどまっている。
序盤戦の出遅れが大きな課題である。平幕上位の頃は、序盤に上位陣と当たっていたために前半に星が伸びず、後半に粘って勝ち越すのがパターンだった。しかし関脇になり前半戦は平幕力士と、後半戦は上位陣と当たるようになっても、このパターンは変わっていない。藤島は、「毎場所のように前半に負けが込み、途中から勝ちだして最後はきっちり勝ち越している。精神的にタフなのか、追い詰められないと力が出ないのか」と述べている。2022年9月場所後の横綱審議委員会の定例会合後、代表取材に応じた高村正彦委員長が「足腰は初代若乃花をほうふつとさせる」「序盤戦にも強い若隆景になれば、将来は横綱を目指せるだろうと思っています」と序盤に弱い点について触れつつ才能を評価していた。
稽古熱心な力士であり、2022年8月7日の夏巡業さいたま場所では子供からの質問コーナーにおいて「最近楽しいことは何ですか」と聞かれると「毎日の稽古が楽しいです」と答えるほどであった。間垣は「周囲から熱心に稽古に取り組む姿を聞いて好感を持って」いるといい、「応援したくなる」と語っている。

## 人物
- 2人の兄のことは自身が入門した時の四股名で呼んでおり、若隆元は「大波さん」と「さん」付けで呼んでいるが、若元春は「剛士」と呼び捨てにしている[165]。
- 2019年1月、2018年5月に結婚し、長女が誕生していたことが報道された[166]。
- 2021年時点では魚さばきを趣味としている[167]。
- 2021年のインタビューでは「相撲以外の趣味というか、リラックスする時の時間は何をしているか」という質問に対し、「相撲以外と言っても相撲が好きなので、昔の相撲をユーチューブで調べて見ている」と答えるほどの相撲好きである。特に好きなのは三代目若乃花[168]。
- 2021年7月場所中の報道では「26歳にして4児の父」と話題にされた[20]。父親によると、子煩悩で、まったく子どもを怒らないという[169]。
- 入門時の師匠である7代荒汐によると「ウチに来た頃から、負けん気が顔に出ていた」とのこと[170]。
- 食べ物の好き嫌いが多く、特に苦手なのはトマトとピーマン。トマトを使ったピザやロールキャベツさえ食べないほどである[171]。
- 漫画の「ワンピース」が大好きで、小学生の時は、月曜になると必ず本屋に行って「少年ジャンプ」を立ち読みしていた。「ワンピースの取材であれば何も断らないので、なんでも言ってください」とのこと[172]。

## エピソード
- 若元春とは、子どもの頃は、よく殴り合いのケンカをしており、東日本大震災での避難や、合宿などで荒汐部屋に泊まっていた際も、おかみが「あの2人はちょっと目を離すと、殴り合いのケンカをする」とこぼすほどであった[170][173]。
- 父親の方針で、3兄弟とも中学生になると父親のちゃんこ屋の手伝いをしたが、「何をしても（3人の中で）一番上手で、盛り付けのセンスも抜群」だったという[2]。
- 荒汐部屋ホームページでは、三兄弟での鼎談で団体優勝を果たした全国学生相撲選手権大会について、大会が終わってからは疲れが出たので数日はひたすら休んだという。
- 東洋大相撲部は勉強もきちんと行わせる方針であり、テスト期間は部で試験対策の勉強会を開くなど、学業ともしっかり両立したつもりである旨を本人は振り返っている[174]。
- 2017年7月場所の報告で、初恋の時期を聞かれると「小3」と答えた[175]。
- 2018年3月場所後の番付編成会議で、翌5月場所での新十両昇進が決定し、3兄弟の中で一番初めに関取になることが決まった。師匠の7代荒汐は3兄弟に対し、一番初めに関取に上がった力士に他の2人を付け人として付けることを伝えて発破をかけていたが、この時点では若隆元（2018年3月場所の番付は西幕下22枚目）と若元春（同、東幕下12枚目）も幕下上位にあり、番付が接近しているため時間的余裕がないとして、見送られることになった[29]。
- 大学2年生の時に2学年先輩の御嶽海が常識を教え込む目的で相撲部の合宿所のルームメイトに指名し、2人部屋で御嶽海から返事の仕方、会話の仕方などを教わった[176]。
- 2020年7月場所では、琴奨菊、琴勝峰、琴恵光、琴ノ若、琴勇輝と、初日から５日連続して佐渡ケ嶽部屋の力士との対戦が組まれた。佐渡ケ嶽部屋の力士が幕内13～17枚目までに5人もいたためである[177]
- 2022年の7月場所から新しい銀鼠色の締め込みを用いている。
- 北の富士は、かねてから若隆景に高い期待を寄せており、コラムで頻繁に取り上げている。2023年3月場所で若隆景が膝の大怪我を負った際には、「私もファンの1人として残念でならない。野球の神様がいるなら、相撲の神様もいるはずである。神様もひどい仕打ちをしてくれたものだ。今の私の気持ちは、神も仏もあるものか、である。私の春場所はこれで終わったも同然である。翠富士と大栄翔がこれから対戦するが、けがには注意して頑張ってもらいたい。申し訳ないが、だれが優勝してもいいと思っている」と記している[178]。

## 年表
- 2017年3月場所 - 三段目付出デビュー
- 2017年7月場所 - 幕下
- 2018年5月場所 - 新十両
- 2019年11月場所 - 新入幕
- 2021年7月場所 - 新小結（新三役）
- 2022年3月場所 - 新関脇
- 2023年9月場所 - 十両陥落
- 2023年11月場所 - 幕下陥落
- 2024年3月場所 - 再十両（関取復帰）
- 2024年7月場所 - 再入幕（幕内復帰）
- 2025年1月場所 - 再小結（三役復帰）
- 2025年7月場所 - 再関脇

## 合い口
いずれも2025年7月場所終了現在。
（以下は最高位が横綱・大関の現役力士）
- 横綱・豊昇龍には6勝7敗。豊昇龍の大関在位中は若隆景の2敗。豊昇龍の横綱昇進後は若隆景の2敗。
- 横綱・大の里には2勝4敗。大の里の大関在位中は若隆景の1勝3敗。大の里の横綱昇進後は若隆景の1敗。
- 大関・琴櫻には7勝7敗。琴櫻の大関昇進後は若隆景の2勝3敗。
- 元大関・髙安には9勝6敗（他に優勝決定戦で1勝）。
- 元大関・朝乃山には2勝1敗（うち不戦勝1）。
- 元大関・御嶽海には4勝9敗、御嶽海の大関在位中は2勝1敗。
- 元大関・正代には7勝9敗。正代の大関在位中は4勝7敗。
- 元大関・霧島には8勝8敗（うち不戦敗1）。霧島の大関在位中は対戦なし。

（以下は最高位が横綱・大関の引退力士）
- 元横綱・白鵬には1敗。
- 元横綱・照ノ富士には2勝10敗（うち不戦勝1）。2025年1月場所で、初勝利。
- 元大関・琴奨菊には1敗。琴奨菊の大関陥落後の対戦成績である。
- 元大関・貴景勝には5勝6敗。

## 幕内対戦成績
| 力士名   | 勝数 | 負数 | 力士名   | 勝数  | 負数 | 力士名   | 勝数 | 負数 | 力士名   | 勝数 | 負数 |
| -------- | ---- | ---- | -------- | ----- | ---- | -------- | ---- | ---- | -------- | ---- | ---- |
| 碧山     | 0    | 3    | 安青錦   | 1     | 1    | 朝紅龍   | 1    | 0    | 朝乃山   | 2(1) | 1    |
| 熱海富士 | 1    | 0    | 阿炎     | 4     | 7    | 石浦     | 1    | 0    | 逸ノ城   | 5    | 3    |
| 一山本   | 1    | 2    | 宇良     | 10(1) | 1    | 遠藤     | 6    | 0    | 炎鵬     | 1    | 0    |
| 欧勝馬   | 3    | 2    | 阿武剋   | 2     | 0    | 阿武咲   | 5    | 4    | 王鵬     | 5    | 1    |
| 大の里   | 2    | 4    | 隠岐の海 | 4     | 0    | 輝       | 2    | 2(1) | 霧島     | 8    | 8(1) |
| 金峰山   | 2    | 0    | 草野     | 1     | 0    | 豪ノ山   | 3    | 0    | 琴恵光   | 2    | 2    |
| 琴櫻     | 7    | 7    | 琴奨菊   | 0     | 1    | 琴勝峰   | 1    | 3    | 琴勇輝   | 1    | 0    |
| 佐田の海 | 4    | 1    | 志摩ノ海 | 2     | 0    | 正代     | 7    | 9    | 湘南乃海 | 1    | 0    |
| 松鳳山   | 1    | 0    | 大栄翔   | 9     | 8    | 大翔鵬   | 1    | 0    | 大翔丸   | 1    | 0    |
| 貴景勝   | 5    | 6    | 隆の勝   | 8(1)  | 5    | 髙安     | 9*   | 6    | 宝富士   | 4    | 1    |
| 尊富士   | 1    | 0    | 玉鷲     | 9     | 4    | 美ノ海   | 2    | 1    | 千代翔馬 | 3    | 0    |
| 千代大龍 | 1    | 1    | 千代の国 | 1     | 0    | 千代丸   | 3    | 0    | 照強     | 1    | 0    |
| 照ノ富士 | 2(1) | 10   | 翔猿     | 10    | 2    | 錦木     | 4    | 1    | 錦富士   | 2    | 1    |
| 伯桜鵬   | 1    | 0    | 白鵬     | 0     | 1    | 英乃海   | 0    | 1    | 平戸海   | 5    | 0    |
| 武将山   | 1    | 0    | 豊昇龍   | 6     | 7    | 北勝富士 | 6    | 1    | 御嶽海   | 4    | 9    |
| 翠富士   | 5    | 1    | 妙義龍   | 3     | 1    | 明生     | 9    | 3    | 竜電     | 3    | 0    |
| 狼雅     | 1    | 0    |          |       |      |          |      |      |          |      |      |

- 他に優勝決定戦で髙安に1勝がある。

## 主な成績
2025年7月場所終了現在

### 通算成績
- 通算成績：378勝229敗71休（50場所）
- 通算勝率：.623
  - 幕内成績：217勝132敗56休（27場所）
  - 幕内勝率：.622
    - 三役成績：98勝66敗16休（12場所）
    - 三役勝率：.598
      - 関脇成績：74勝45敗1休（8場所）
      - 関脇勝率：.622
      - 小結成績：24勝21敗15休（4場所）
      - 小結勝率：.533

    - 前頭成績：119勝66敗40休（15場所）
    - 前頭勝率：.647

  - 十両成績：113勝82敗15休（14場所）
  - 十両勝率：.579
  - 幕下成績：36勝13敗（7場所）
  - 幕下勝率：.734
  - 三段目成績：12勝2敗（2場所）
  - 三段目勝率：.857
- 年間最多勝：1回
  - 2022年
- 年間最優秀力士賞受賞回数：1回（2022年）
- 新関脇優勝：史上3人目

### 各段在位場所数
- 通算在位：50場所
  - 幕内在位：27場所
    - 三役在位：12場所（関脇8場所、小結4場所）
      - 関脇連続在位：7場所（2022年3月場所 - 2023年3月場所・歴代8位タイ）

    - 平幕在位：15場所

  - 十両在位：13場所
  - 幕下在位：7場所
  - 三段目在位：2場所

### 各段優勝
- 幕内最高優勝：1回（2022年3月場所）
- 年間最多優勝：1回
  - 2022年（1回・照ノ富士、御嶽海、逸ノ城、玉鷲、阿炎と並んで受賞）
- 十両優勝：1回（2024年5月場所）
- 幕下優勝：2回（2018年1月場所、2024年1月場所）
- 三段目優勝：1回（2017年5月場所）

### 三賞・金星
- 三賞：7回
  - 殊勲賞：1回（2024年9月場所）
  - 技能賞：6回（2021年3月場所、2021年5月場所、2022年3月場所、2022年9月場所、2024年11月場所、2025年5月場所）
- 金星：なし

### 場所別成績
| | 一月場所 初場所（東京） | 三月場所 春場所（大阪） | 五月場所 夏場所（東京） | 七月場所 名古屋場所（愛知） | 九月場所 秋場所（東京） | 十一月場所 九州場所（福岡） |
| --- | ----------------------- | ----------------------- | ----------------------- | --------------------------- | ----------------------- | --------------------------- |
| 2017年 （平成29年） | x                       | 三段目付出100枚目 5–2   | 西三段目63枚目 優勝 7–0 | 西幕下38枚目 6–1            | 東幕下16枚目 4–3        | 東幕下12枚目 3–4            |
| 2018年 （平成30年） | 東幕下17枚目 優勝 7–0   | 西幕下筆頭 4–3          | 西十両14枚目 8–7        | 東十両12枚目 9–6            | 西十両7枚目 8–7         | 西十両6枚目 8–7             |
| 2019年 （平成31年 /令和元年） | 東十両5枚目 7–8         | 東十両5枚目 8–7         | 西十両2枚目 6–9         | 東十両4枚目 8–7             | 西十両3枚目 9–6         | 東前頭16枚目 4–1–10         |
| 2020年 （令和2年） | 東十両5枚目 9–6         | 西十両2枚目 10–5        | 感染症拡大 により中止   | 西前頭14枚目 10–5           | 西前頭8枚目 11–4        | 西前頭筆頭 7–8              |
| 2021年 （令和3年） | 西前頭2枚目 休場 0–0–15 | 西前頭2枚目 10–5 技     | 東前頭筆頭 9–6 技       | 東小結 5–10                 | 東前頭3枚目 9–6         | 西前頭筆頭 8–7              |
| 2022年 （令和4年） | 東前頭筆頭 9–6          | 東関脇 12–3 技          | 東関脇 9–6              | 東関脇 8–7                  | 東関脇 11–4 技          | 東関脇 8–7                  |
| 2023年 （令和5年） | 東関脇 9–6              | 東関脇 7–7–1            | 西小結 休場 0–0–15      | 西前頭12枚目 休場 0–0–15    | 東十両7枚目 休場 0–0–15 | 東幕下6枚目 5–2             |
| 2024年 （令和6年） | 西幕下筆頭 優勝 7–0     | 西十両10枚目 9–6        | 西十両6枚目 優勝 14–1   | 東前頭14枚目 11–4           | 東前頭7枚目 12–3 殊     | 東前頭2枚目 10–5 技         |
| 2025年 （令和7年） | 西小結 7–8              | 東前頭筆頭 9–6          | 西小結 12–3 技          | 西関脇2 10–5                | x                       | x                           |
| 各欄の数字は、「勝ち-負け-休場」を示す。 優勝 引退 休場 十両 幕下 三賞：敢=敢闘賞、殊=殊勲賞、技=技能賞 その他：★=金星 番付階級：幕内 - 十両 - 幕下 - 三段目 - 序二段 - 序ノ口 幕内序列：横綱 - 大関 - 関脇 - 小結 - 前頭（「#数字」は各位内の序列） |                         |                         |                         |                             |                         |                             |

## 改名歴
- 若隆景 渥（わかたかかげ あつし）2017年3月場所 -